# Morais Abreu
Morais Abreu (* 10. Juli 1968 in Moxico) ist ein angolanischer Beachvolleyballspieler.

## Karriere
Abreu spielte 2007 seine ersten Turniere bei der FIVB World Tour mit Emanuel Fernandes. Bei den Auftritten in diesem Jahr kamen die beiden Angolaner jeweils auf den 41. Platz. 2008 traten sie auch bei einigen Grand Slams an. Bei den Marseille Open erreichten sie den 25. Rang. Sie qualifizierten sich für die Olympischen Spiele in Peking. Dort mussten sie in ihren Gruppenspielen unter anderem gegen die beiden Duos antreten, die später um die Bronzemedaille spielten. Fernandes/Abreu konnten keinen Satz gewinnen und schieden deshalb nach der Vorrunde aus. Nach dem Olympiaturnier absolvierten sie noch die Guarujá Open, bevor sich ihre Wege trennten.
Abreu bildete Ende 2008 ein neues Duo mit Mario Silva. Bei der Weltmeisterschaft 2009 spielten Abreu/Silva in der Vorrunde unter anderem gegen die Titelverteidiger Rogers/Dalhausser. Nach drei Gruppenspielen schieden sie ohne Satzgewinn aus. Anschließend spielten sie noch vier Grand Slams und zwei Open-Turniere. Ihr bestes Ergebnis war dabei der 25. Platz in Sanya. Nach einem Jahr ohne World Tour kehrten Abreu/Silva 2011 bei der WM in Rom zurück. Dort trafen sie erneut auf Rogers/Dalhausser und ein weiteres US-Duo. Wie zwei Jahre zuvor konnten sie in ihren drei Vorrundenspielen keinen Satz gewinnen. Anschließend kamen sie bei den Grand Slams in Stavanger und Gstaad sowie den Agadir Open jeweils auf den 41. Platz. 2012 traten sie nur noch beim Grand Slam in Rom an.